# موتور رسول کمال‌زهی
موتور رسول کمال‌زهی یا موتور حاجی رسول روستایی در دهستان دومک بخش نصرت‌آباد شهرستان زاهدان استان سیستان و بلوچستان ایران است.

## جمعیت
بر پایه سرشماری عمومی نفوس و مسکن در سال ۱۳۹۵ جمعیت این روستا ۲۴ نفر (۶خانوار) بوده‌است.